# Thor Heyerdahl
Thor Heyerdahl (6. října 1914 Larvik, Norsko – 18. dubna 2002 Colla Michari, Itálie) byl norský mořeplavec a dobrodruh, který zároveň patřil mezi nejznámější představitele experimentální archeologie a antropologie. Zasvětil svůj život experimentům poukazujícím na možnosti předkolumbovských cestovatelů překonávat světové oceány za pomoci mořských proudů.

## Život
Thor Heyerdahl se narodil 6. října 1914 v norském Larviku. Vystudoval zoologii na univerzitě v Oslu a krátce před druhou světovou válkou pobýval nějaký čas na ostrově Fatu Hiva v souostroví Markézy, kde studoval kulturu polynéských praobyvatelů.
Mezi jeho nejslavnější počin patří plavba z roku 1947, kdy na replice inckého voru z balzového dřeva Kon-Tiki bez větších obtíží překonal část Tichého oceánu, čili vzdálenost z Jižní Ameriky (přístav Callao – Peru) do Polynésie, na atol Raroia. Šestičlenná posádka po 101 dnech urazila 7 960 km.
Cesty na balzových vorech byly ve 20. století zhruba třináctkrát opakovány, mimo jiné dvakrát i českým mořeplavcem Eduardem Ingrišem. Třebaže samy o sobě nemohly dokázat její správnost, posloužil úspěch těchto výprav jako podpůrný argument difuzionistické teorie o vzniku a šíření kultur.
V roce 1955 uskutečnil výzkum na Galapágách. Ten potvrdil, že do země z předkolumbovské Ameriky připlulo několik lodí, ale trvalé osidlování možné nebylo kvůli nedostatku pitné vody. V letech 1955–1956 řídil vykopávky na Velikonočním ostrově. Účastnil se i dalších archeologických experimentů, jako byly např. výpravy Ra a plavba na rákosovém člunu Tigris.
V roce 1986 pozval českého experimentálního archeologa Pavla Pavla na Velikonoční ostrov, čímž mu umožnil realizovat experiment pohybu „chůze“ s původní kamennou sochou moai.
Roku 1991 studoval pyramidy v Güímaru na ostrově Tenerife a jejich podobnosti s dalšími pyramidami jinde ve světě. V jejich blízkosti, v městečku Güímar, se roku 1994 usadil a bydlel zde až do konce svého života. Thor Heyerdahl zemřel na rakovinu 18. dubna 2002 v italském Colla Michari.

## Odkaz a díla
Heyerdahl byl činný nejen jako vědec, ale i jako publicista. Vedle prací ryze vědeckých sepsal několik beletristických knih. Mezi nejznámější patří:
- Ve znamení Kon-Tiki (první vydání 1948), pojednávající o zmíněné plavbě na voru z Jižní Ameriky do Polynésie,
- Akuaku (první vydání 1957) o cenných archeologických vykopávkách a tajemných dobrodružstvích na Velikonočním ostrově, nebo
- Výpravy Ra (první vydání 1970).

Právě kniha Ve znamení Kon-Tiki přinesla Heyerdahlovi největší mezinárodní pozornost a také slávu. Opakovaně byla s úspěchem vydávána i v Československu. V roce 2012 vznikl na základě knihy celosvětově úspěšný film Kon-Tiki.
Za neúnavnou vědeckou činnost se Heyerdahlovi dostalo vysokého vyznamenání – v roce 1962 mu byl udělen zlatý řád Vegy. Thor Heyerdahl má v Oslu i vlastní muzeum.

## Vyznamenání
- komtur Řádu svatého Olafa – Norsko, 1951[13]
- velkokříž Řádu za zásluhy – Peru, 1953[13]
- velkodůstojník Řádu zásluh o Italskou republiku – Itálie, 21. června 1965[13][14]
- komtur s hvězdou Řádu svatého Olafa – Norsko, 1970[13]
- rytíř Řádu za zásluhy – Egypt, 1971[13]
- velkodůstojník Řádu Ouissam Alaouite – Maroko, 1971
- důstojník Řádu peruánského slunce – Peru, 1975[13]
- Řád zlaté archy – Nizozemsko, 1980[13]
- velkokříž Řádu svatého Olafa – Norsko, 1987